# Ion. I. Angheloiu
Ion I. Angheloiu (n. 1925) este un inginer român, specialist în domeniul radiocomunicațiilor și teoriei informației. A fost profesor la Academia Militară din București. A avut contribuții în domeniul teoriei codurilor corectoare de erori și teoriei informației.

## Lucrări (selecție)
- „Informație și semnal” (1966)
- „Teoria codurilor” (1973)